# سسک‌نمای گوش‌سیاه
سسک‌نمای گوش‌سیاه (نام علمی: Hemispingus melanotis) نام یک گونه از سرده سسک‌نما است.